# Мальта (речовина)
Мальта (рос. мальта, англ. maltha, pit asphalt, earth pitch, mineral tar, pissasphalt; нім. Maltha f, Malthait m) — в'язка, рухлива речовина, продукт перетворення (окиснення, дегазація, випаровування, полімеризація) нафт у процесі руйнування покладів поблизу або на денній поверхні. У класифікації бітумів мальти займають проміжне місце між нафтами і асфальтами. Містить поряд з вуглеводнями велику кількість асфальтосмолистих компонентів.
Елементний склад мальти (%): С 80–84; Н 10–12. Груповий склад (%): масла 40-65; смоли+асфальтени 35–60.
Межі класу мальт визначаються вмістом масел.
Консистенція, густина (970–1030 кг/м³), коксівне число (не більше за 10–15 %) залежать в основному від співвідношення смол і асфальтенів, при переважанні останніх консистенція може бути твердою (tплав не вище за 40 °С).
Світові запаси мальти обчислюються сотнями млрд т, найбільші родовища зосереджені в Орінокському поясі важких нафт.